# Stonefield Castle

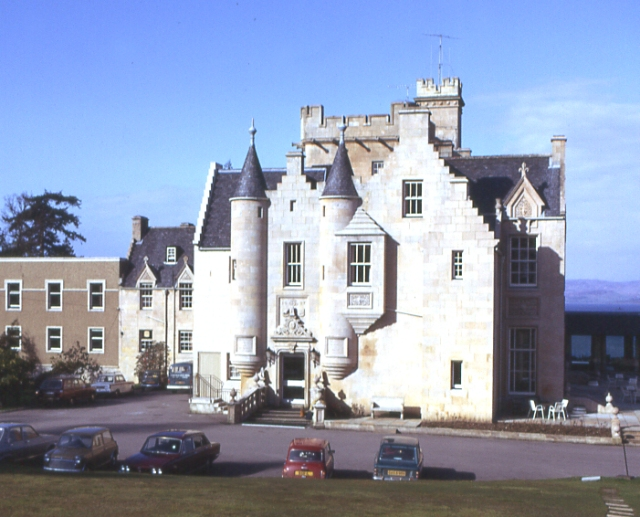
Stonefield Castle

Stonefield Castle, auch Barmore House, ist ein Landhaus in der Nähe des Dorfes Stonefield nördlich von Tarbert auf der Halbinsel Kintyre in der schottischen Council Area Argyll and Bute.

## Geschichte
Laut Geschichtenerzählern ließ Mitte des 18. Jahrhunderts der damalige Konstabler von Tarbert Castle aus der Familie MacAlasdair das Haus errichten. Er vernachlässigte darüber seine Pflichten als Konstabler und Tarbert Castle verfiel. In Folge seiner Versäumnisse verlor er seine Stellung an Charles Campbell.
1837 wurde das Haus aus- und umgebaut. Den Umbau planten die Architekten William Henry Playfair und William Notman. Heute ist das Landhaus ein Hotel.

## Beschreibung
Das in seinem Hauptblock zweistöckige Haus mit Dachgeschoss hat einen L-förmigen Grundriss und ist im Scottish Baronial Style gehalten. Es wurde aus Werkstein erbaut, hat Staffelgiebel und ein mit Schiefer eingedecktes Dach. Es besitzt Ecktürmchen und einen Turm mit quadratischem Grundriss und Zinnen. Der Eingang liegt auf der Südwestseite und ist über eine mit Balustrade versehene Außentreppe zu erreichen. Die Tür trägt einen Zierrahmen mit den Monogrammen „BM/AG“. Darüber befindet sich ein rechteckiges Schild mit der Jahreszahl „1837“, flankiert von den Darstellungen einer Galeone und eines Wildschweinkopfes. An der Nordostfassade befindet sich ein Erker. Der Anbau hat ein Vollgeschoss und ein Dachgeschoss. Letzteres ist mit Dachgauben und Ziergiebeln versehen.
Historic Scotland hat das Stonefield Castle Hotel als historisches Bauwerk der Kategorie B gelistet. Von den zahlreichen Außenbauwerken sind vier separat als Kategorie-B-Denkmäler klassifiziert. Dies sind die Südpforte, die Stallungen mit Remise, das Campbell of Stonefield Mausoleum sowie der Barmore Viaduct über den Barmore Burn. Das Jäger-Cottage, der Gutshof sowie ein Folly in Form eines Turms sind hingegen Denkmäler der Kategorie C.

## Park
Das Landhaus ist mit einem um 1850 angelegten Park umgeben, der wegen Sammlung typischer Bäume und Büsche, insbesondere Rhododendren, im Rahmen der für die Halbinsel Kintyre typischen Küstenwäldern in das Inventory of Gardens and Designed Landscapes aufgenommen wurde. Man findet dort neben einer Reihe von eingefriedeten und wilden Gärten auch schöne Küstenlandschaften.